# Gara Mărășești
Gara Mărășești este o gară care deservește orașul Mărășești, județul Vrancea, România.